# 定海区
定海区（ていかい-く）は中華人民共和国浙江省舟山市に位置する市轄区。
1950年5月17日に中華人民共和国の武装力量である人民解放軍によって占領されるまで東南地方における最後の中華民国の根拠地で、12.5万の国民党守備軍が20万人の解放軍精鋭と対峙した。
現在の浙江省寧波市の西南郊に位置する奉化県渓口鎮で生まれ育った国民党総裁蒋介石が、陣を張っていた上海沖舟山群島、浙江省寧波沖、台州近海の島々を放棄し、舟山空港を爆破させてこれを最後と故郷を離陸するまでの歴史は南明の末に酷似する（銭海岳『南明史』鄭成功を参照）。
蒋介石は1950年4月28日に到着し5月1日までを舟山に滞在した。

## 地理
定海区は舟山市の東北部、東シナ海内の舟山群島の中西部に位置している。128の島嶼で構成されている。

### 主要な島
- 舟山島
- 金塘島
- 秀山島

## 行政区画
- 街道：昌国街道、環南街道、城東街道、塩倉街道、臨城街道、岑港街道、馬嶴街道、双橋街道、小沙街道、千島街道
- 鎮：金塘鎮、白泉鎮、干𥗽鎮

## 教育施設
- 浙江国際海運学院
- 舟山旅遊職業技術学院
- 浙江海洋学院

## 宗教

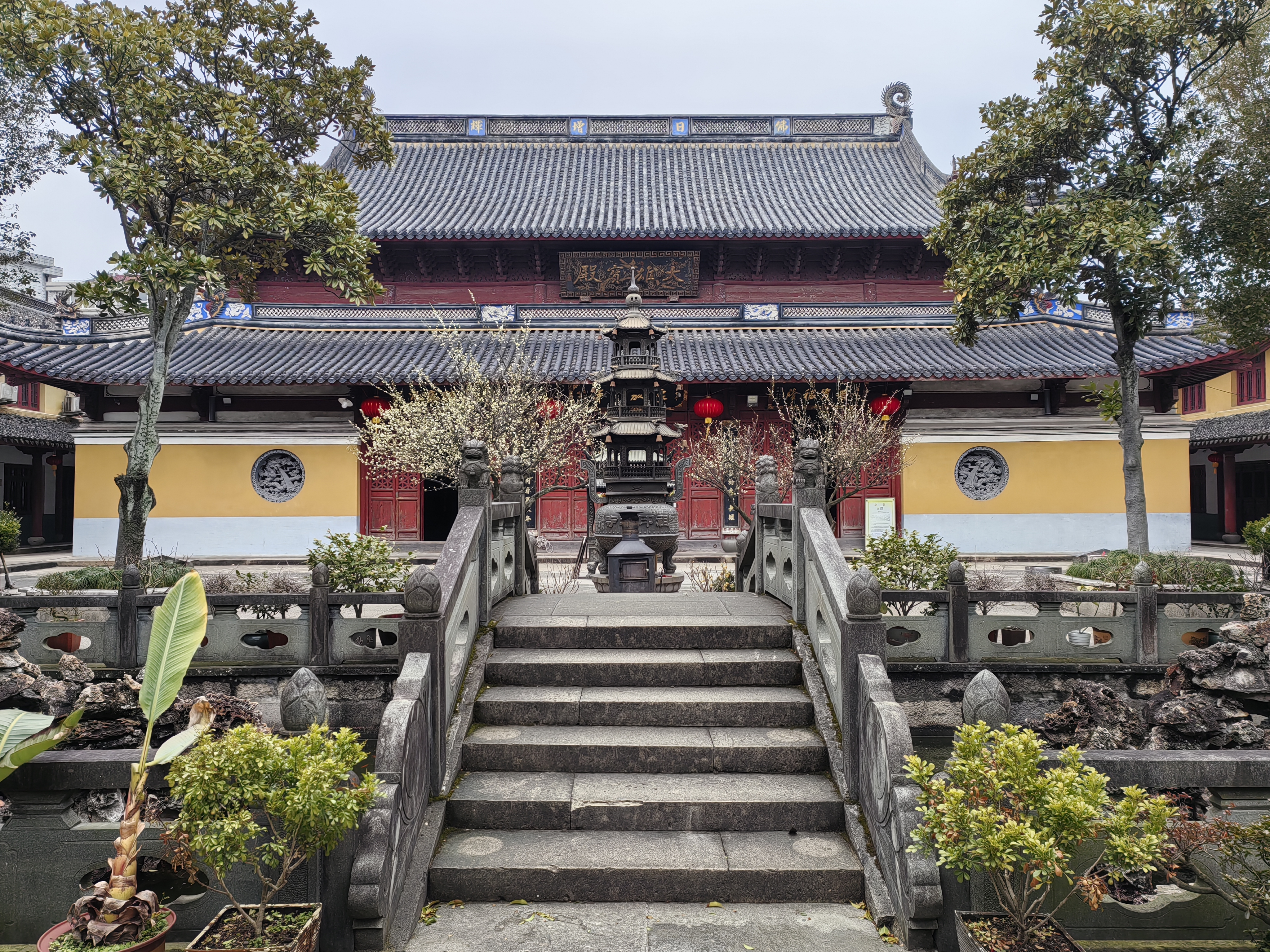
祖印寺

- 祖印寺
- 万峰寺
- 寿山廟

## 観光地
- アヘン戦争遺址公園
- 定海古城
- 三毛祖居
- 馬嶴博物館
- 千島大観園
- 摘箬山島
- 五峙山鳥島
- 金塘大鵬古民居
- 黄楊尖

## 人物者

### 出身者
- 董浩雲 - 海運業の創業者。董建華の父。
- 胡宗南 - 中華民国の軍人。国民革命軍所属。「西北王」の異名をとるほどの上級指揮官だったが、国共内戦で中国人民解放軍に大敗を喫した。

### ゆかりの人物
- 董建華 - 政治家。
- 喬石 - 政治家。
- 三毛 - 作家。